# Ioan Mureșan (primar)
Ioan Mureșan a fost primar al municipiului Zalău. 